# Salut, j'arrive
Pour plus de détails, voir Fiche technique et Distribution.
Salut, j'arrive est un  film français réalisé par Gérard Poteau, sorti en 1982.

## Synopsis
Gérard Travers connait Minou depuis l'enfance. Après avoir terminé son service militaire, il vient s'installer chez elle, en tout bien tout honneur, en attendant de trouver mieux. Ils établissent ensemble un protocole pour mener une vie harmonieuse de colocataires sans se marcher sur les pieds, mais, peu à peu, Gérard est irrésistiblement attiré par Minou et réciproquement. Ils s'aperçoivent alors que depuis toujours, ils étaient faits l'un pour l'autre.

## Fiche technique
- Titre français : Salut, j'arrive
- Réalisation : Gérard Poteau
- Scénario : Gérard Poteau, Michèle Grignon et Jacques Nahum
- Photographie : Marcel Grignon
- Production : Jacques Nahum
- Pays d'origine :  France
- Format : Couleurs
- Genre : comédie
- Date de sortie : 7 avril 1982

## Distribution
- Pierre Jolivet : Gérard Travers
- Christiane Krüger : Carole
- Michel Galabru : Gaston, le père de Minou
- Michèle Grignon : Minou
- Maurice Baquet : l'homme au violoncelle
- Ekkehardt Belle : Laurent
- Hubert Deschamps : le directeur de la banque
- Roland Lesaffre : l'agent à la fourrière
- Judith Magre : Mathilde, la mère de Minou
- Pierre Vernier : Michel, le mari de Carole
- Guy Grosso : un agent de police
- Blanche Ravalec
- Yves Collignon
- Gérard Croce : le client casse-pied au restaurant
- Maaike Jansen : l'auto-stoppeuse
- Marthe Villalonga : la concierge
- Florence Pernel
- Paul Bisciglia